# Rolando Panerai
Rolando Panerai (Campi Bisenzio, 17 de octubre de 1924-Florencia, 22 de octubre de 2019) fue un barítono italiano.

## Biografía
Comenzó a estudiar canto en Florencia, primero con profesores particulares y luego en el centro lírico del Teatro comunal y posteriormente en Milán. Debutó el 29 de junio de 1946 en el Teatro Dante florentino cantando el Enrico de la Lucia di Lammermoor de Donizetti junto al tenor florentino Gino Fratesi y la soprano Orlandina Orlandini, y un año después, tras ganar el concurso de canto de Spoletto, debuta en el Teatro san Carlo de Nápoles cantando el papel del faraón en el Mosè in Egitto Rosinniano. Su debut en la Scala de Milán se produce en 1951 cantando el Sharpless de Madama Butterfly, y ese mismo año participará en el cincuentenario de la muerte de Giuseppe Verdi cantando varias de sus óperas. 
Además de cantar en numerosos teatros italianos, realizó una importante carrera en el extranjero, debutando en Barcelona ya en 1949 cantando I Puritani y siendo un cantante habitual del festival de Salzburgo. Debuta en La Fenice de Venecia en 1955, en la primera representación escénica de El ángel de fuego de Serguéi Prokófiev, y además participó en los estrenos de Il buon soldato Svejk de Guido Turchi, Il calzare d'argento de Ildebrando Pizzetti, Romulus de Salvatore Allegra, Il linguaggio dei fiori de Renzo Rossellini, Una partita a pugni de Vieri Tosatti y Cyrano di Bergerac de Franco Alfano.
Todavía en activo como cantante (desde el año 2000 ha cantado óperas como La Traviata o Così fan tutte) , participa además como jurado en concursos de canto.

## Repertorio
Su repertorio estaba compuesto por unos 150 roles distintos. 
En sus comienzos se especializó en roles verdianos, como Rigoletto, Giorgio Germont en La Traviata, el Conde de Luna en Il trovatore, el marqués de Posa en Don Carlo, Amonasro en Aida o Ford en Falstaff, así como en algunos roles del verismo italiano, como Silvio en Pagliacci, Marcello en La Boheme o Sharpless en Madama Butterfly, pero también en papeles belcantitas como Riccardo en I Puritani, Belcore en L'elisir d'amore o Malatesta en Don Pasquale. Con el transcurso de los años se especializó en roles de carácter buffo, como Leporello en Don Giovanni, Dulcamara en L'elisir d'amore, Falstaff o Gianni Schicchi.

## Voz y estilo
Su voz era oscura y vibrante, y su estilo interpretativo le hicieron ser un cantante habitual en las producciones de directores de escena como Giorgio Strehler, Franco Zeffirelli y Luchino Visconti.

## Discografía

### CD
- Bellini: I Puritani. Callas, Di Stefano, Rossi-Lemeni, Mercuriali, Dir. Serafin (Naxos Historical Great Opera Recordings 8110259-60;
- Bellini: I Puritani. Pagliughi, Filippeschi, Bruscantini, Dir. Previtali, Coro e Orchestra della Rai di Roma, 1953. Worc 102 (2 LP), Fonit Cetra DOC LAR 20 (3 LP); Urania URN 22.203 (2 CD), Bongiovanni GB 1170/71 (2 CD) (Reg. live 1954);
- Donizetti: Don Pasquale. Corena, Bottazzo, Ravaglia, Dir. Muti. Wiener Staatsopernchor, Wiener Philharmoniker. Melodram CDM 27094 (2 CD) (live 11/08/1971 Salzburger Festspiele);
- Donizetti: Don Pasquale. Corena, Bottazzo, Sciutti, Dir. Muti. Wiener Staatsopernchor, Wiener Philharmoniker. Foyer 2-CF 2067; Opera d'Oro OPD 1166 (CD) (live Salzburger Festspiele);
- Donizetti: Don Pasquale. Montarsolo, Kraus, Guglielmi, Dir. Bellugi. Coro e Orchestra della Scala di Milano. GOP 202-3 (2 CD) (live 13. Jan. 1974);
- Donizetti: L'Elisir d'Amore. Alva, Carteri, Taddei, Dir. Serafin. Coro e Orchestra del Teatro della Scala di Milano. (2CD) EMI Classics;
- Donizetti: L'Elisir d'Amore. Winbergh, Bonney, Weikl, Dir. Ferro. DG;
- Donizetti: La Favorita. Marghinotti, Lauri-Volpi, Algorta, Dir. Basile. Live 10/6/1954. Concertgebouw, Ámsterdam. Ponto. (2 CD);
- Donizetti: La lettera anonima. Bottazzo, Ventriglia, Laghezza, Virgili, Pecchioli, Dir. Caracciolo. Orchestra del Teatro S.Carlo di Napoli. Live, Napoli 19/12/1972. Worc 146 33LP e On Stage (1 CD);
- Donizetti: Lucia di Lammermoor. Callas, Di Stefano, Modesti, Dir. Karajan. Teatro alla Scala di Milano. Live 1954;
- Donizetti: Lucia di Lammermoor. Callas, Di Stefano, Zaccaria, Dir. Karajan. Live Berlin 1954. Morgan Rec. 33LP e Altra 2CD;
- Donizetti: Lucia di Lammermoor. Callas, Raimondi, Zerbini, de Palma, Dir. Molinari-Pradelli. Coro e Orchestra del S.Carlo di Napoli. Live 22/03/1956. Myto MCD90319 2 CD;
- Donizetti: Lucia di Lammermoor. Callas, Bergonzi, Clabassi, Modesti, Dir. Bartoletti. 1957 e 1967. IMCP (3 CD);
- Donizetti: Lucia di Lammermoor. Callas, Fernandi, Modesti, Dir. Serafin. Coro e Orchestra della RAI di Roma. Live, Roma 26/06/1957. SAK 1125 DIVA e Myto MYT 00133. (2CD);
- Galuppi: Il Filosofo di Campagna. Moffo, Rizzieri, Petri, Andreolli, Dir. Fasano. I Virtuosi di Roma. 1957 Studio. Note 1 Musikvertrieb GmbH. (1CD);
- Gluck: Alceste. Callas, Gavarini, Zaccaria, Zampieri, Silveri, Maionica, Dir. Giulini. Live Teatro alla Scala 1954;
- Handel: Serse. Alva, Freni, Cossotto, Monreale, Calabrese, Dir. Bellugi. Live La Scala 1962. (2CD);
- Humperdinck: Hansel und Gretel. Streich, Schwarzkopf, Jurinac, Palombini, Dir. Karajan. Live RAI Milano 1954. Opera d'Oro;
- Leoncavallo: I Pagliacci. Di Stefano, Callas, Gobbi, Monti, Dir. Serafin. Studio 1954. Historical Rec. EMI;
- Leoncavallo: I Pagliacci. Bergonzi, Carlyle, Taddei, Benelli, Dir. Karajan. Sudio 1965 DG;
- Mascagni: Cavalleria Rusticana. Callas, Di Stefano, Ticozzi, Canali, Dir. Serafin. Teatro alla Scala 1954 Studio;
- Mascagni: L'Amico Fritz. Freni, Raimondi, Casoni, de Palma, Fiorentini, Dir. Gavazzeni. Live La Scala 1963. Myto MCD065336 (2CD) e Opera d'Oro;
- Massenet: Manon. Freni, Pavarotti, Zerbini, Morresi, Dir. Maag. Live La Scala 1969;
- Massenet: Werther. Valentini Terrani, Kraus, Dir. Prêtre. Live 1978 Firenze. Edizione Storica. MYTO;
- Menotti: Amelia al Ballo. Carosio, Prandelli, Amadini, Campi. Orchestra del Teatro alla Scala di Milano, Dir. Sanzogno. Urania (1CD);
- Mozart: Così fan tutte. Schwarzkopf, Merriman, Simoneau, Bruscantini, Otto, Dir. Karajan. Studio 1954. Historical Rec. EMI e Walhall. WLCD0164;
- Mozart: Così fan tutte. Schwarzopf, Sciutti, Calabrese, Alva, Merriman. Coro e Orchestra del Teatro alla Scala, Dir. G. Cantelli. Live. 2CD Opera d'Oro;
- Mozart: Don Giovanni. Ghiaurov, von Halem, Janowitz, Zylis-Gara, Evans, Burrows, Dir. Karajan. Wiener Philharmoniker, Konzertvereinigung Wiener Staatsopernchor. Orfeo C615033D;
- Mozart: Don Giovanni. Wächter, Berry, Price, Wunderlich, Güden, Sciutti, Dir. Karajan. Chor und Orchester der Wiener Staatsoper. Live Wien, 22/06/1963. Gala GL100.608 (3 CD) e Verona 27065/67 (3 CD);
- Mozart: Don Giovanni. Ghiaurov, Janowitz, Kraus, Talvela, Zylis-Gara, Evans, Freni, Dir. Karajan. Coro e Orchestra dello Staatsoper di Vienna. Live, 26/07/1968 Festspielhaus di Salzburg. CGD e OperaViva Selez. Edizioni Curci 1989;
- Mozart: Le Nozze di Figaro. Schwarzkopf, Petri, Jurinac, Seefried, Dir. Karajan. Live La Scala 1954;
- Mozart: Le Nozze di Figaro. Rehfuss, Stich-Randall, Streich, Lorengar, Cuénod, Dir. H. Rosbaud. Orchestre de la Societè des Concerts du Conservatoire. Great Opera Perform. 2CD;
- Puccini: Gianni Schicchi. Donath, Seiffert, Federici, Baniewicz, Pane, Dir. Patanè. Bavarian Rad Orch. e Coro. EURO 1990 e RCA 74321252852;
- Puccini: La Boheme. Callas, Di Stefano, Moffo, Zaccaria, Dir. Votto. Teatro alla Scala 1956;
- Puccini: La Boheme. Freni, Pavarotti, Ghiaurov, Maffeo, Dir. Karajan. Decca;
- Puccini: La Boheme. Freni, Raimondi, Gueden, Taddei, Vinco, Dir. Karajan. Live, Vienna 1963. RCA 7432157736 gd (2CD);
- Puccini: Madama Butterfly. Scotto, Bergonzi, Di Stasio, Montarsolo, Dir. Barbirolli. Opera di Roma. EMI;
- Respighi: La Campana Sommersa. Carosio, Malatrasi, Borsò, Clabassi, Frascati, Danieli, Dir. Capuana. Orchestra della RAI di Milano. Studio 1956. GOP 66360 (2CD);
- Rossini: L'Equivoco stravagante. Bruscantini, Guglielmi, Baratti, Dir. Rigacci. Orchestra del S.Carlo di Napoli. Live 1971. SunnyMoon 2CD;
- Rossini: L'Italiana in Algeri. Berganza, Corena, Alva, Montarsolo, Dir. Varviso. Decca;
- Rossini: Matilde di Shabran. Valdenassi, Bottazzo, Casula, Trimarchi, Dir. Martinotti. Live Genova 1974 (rarità);
- Scarlatti: Griselda. Freni, Alva, Luchetti, Bruscantini, Lavani, Dir. Sanzogno. Live, Napoli 29/10/1970. Opera d'Oro OPP 1308 (2CD);
- Schubert: Alfonso und Estrella. Alva, Borriello, Clabassi, Nobile, Dir. Sanzogno. Orchestra e Coro della RAI di Milano. GALA B0001Z3HKE. 2CD. Studio 1956;
- Strauss: Der Rosenkavalier. Pirino, Schwarzopf, Barbesi, Jurinac, Dir. Karajan. Orch. e Coro del Teatro alla Scala. Live. Legato Classics. 3CD Box;
- Verdi: Aida. Mancini, Filippeschi, Simionato, Neri, Dir. Gui. Coro e Orchestra e della RAI di Roma, Studio 1951. Preiser PR20042 e Warner Fonit 5046779182. 2CD;
- Verdi: Aroldo. M.Vitale, Campagnano, Bertocci, Dir. Basile. Orc. e Coro RAI di Torino. Studio 1951. IDI. 2CD;
- Verdi: Falstaff. Gobbi, Alva, Moffo, Zaccaria, Barbieri, Dir. Karajan. Studio 1956. Historical Rec. EMI;
- Verdi: Falstaff. Fischer-Diskeau, Sciutti, Ligabue, Oncina. Coro e Orchestra Wiener Philharmoniker, Dir. Bernstein. Sony 2CD;
- Verdi: Falstaff. Taddei, Araiza, De Palma, Ludwig, Dir. Karajan. Philips;
- Verdi: Giovanna d'Arco. Bergonzi, Tebaldi, Scarinci, Massaria, Dir. Simonetto. Orchestra e Coro RAI di Milano. Studio. IDI. 2CD. (Rarità!);
- Verdi: Il Trovatore. Callas, Di Stefano, Barbieri, Zaccaria, Dir. Karajan. Teatro alla Scala 1956, Studio;
- Verdi: Il Trovatore. Frazzoni, Lauri-Volpi, Marghinotti, Algorta, Dir. Basile. Omroepkoor en Omroeporkest. Studio 1954. Ponto POCD1023;
- Verdi: La Battaglia di Legnano. Berdini, Mancini, Gaggi, Limberti, Dir. Previtali. Coro e Orc. RAI di Roma. Studio 1951;
- Verdi: La Forza del Destino. Stella, Soler, Pini, Feliciati, Dir. Quadri. Reg. Studio, Ámsterdam 03/09/1951. Ponto POCD1037;
- Verdi: La Traviata. Sills, Gedda, Lloyd, Fiorentini, Dir. A. Ceccato. Royal Philharmonic Orchestra. EMI Encore. 5747602;
- Verdi: La Traviata. Cura, Gvazava, Dir. Mehta. Vedi VIDEO;
- Verdi: Oberto, Conte di San.Bonifacio. Bergonzi, Dimitrova, Baldani, Dir. Gardelli. Coro e Orc. Radio Bavarese. 1983;
- Verdi: Rigoletto. Bonisolli, Rinaldi, Cortez, Dir. Molinari-Pradelli. Chorus of the Staatsoper Dresden & Orchestra of the Staatskapelle Dresden. Arts. 430732 (2CD);
- Verdi: Simon Boccanegra. Gobbi, Gencer, Tozzi, Zampieri (tenore), Dir. Gavazzeni. Live. Wien Staatsoper. Opera d'Oro. 2CD;
- Wagner: Parsifal. Callas, Baldelli, Christoff, Pagliughi, Canali, Modesti, Dir. Gui. RAI Roma 11/1950 Studio;

### En video
- Rossini: Il Barbiere di Siviglia. Panerai, Monti, Eraldo, Calabrese, Dir. Carlo Maria Giulini 1954 RAI;
- Mozart: Così fan tutte. Scalchi, Damato, Novaro, Martinez, Panerai, Mazzuccato, Dir. Castiglione. Coro Lirico Sinfonico Romano, Orchestra Filarmonica di Roma: Live Teatro Argentina di Roma. Pan Dream PDL1005. 1DVD;
- Mozart: Così fan tutte. Bartoli, Gimenez, Panerai, Dawson, Dir. Accardo. Live Napoli 1990;
- Mozart: Don Giovanni. Baquier, Panerai. 1960. Aix en Provence, Live;
- Puccini: La Boheme. Raimondi, Freni, Panerai, Maffeo, Martino, Vinco, Dir. Karajan. Orchestra e Coro della Scala di Milano. Regia di Franco Zeffirelli. Universal Music GmbH DG (DVD storico);
- Verdi: Falstaff. Taddei, Panerai, Kabaivanska, Perry, Ludwig, Dir. Karajan. Wiener Philharmoniker. Sony Classic BMG;
- Verdi: La Traviata in Paris. Gvazava, Cura, Panerai, Dir. Metha (trasmessa anche in TV, RAI 1);
- Verdi: Rigoletto. Panerai, Bonisolli. RAI;
- Verdi: Un Ballo in maschera. Filacuridi, Panerai, Pobbe, Dir. Sanzogno. 1958 RAI;